# 1922 en France
Chronologie de la France
- 1918
- 1919
- 1920
- 1921
- 1922
- 1923
- 1924
- 1925
- 1926

Cette page concerne l'année 1922 du calendrier grégorien.

## Événements
- 6 - 13 janvier : conférence de Cannes. Réduction de la dette allemande en contrepartie d’une garantie anglaise du traité de Versailles. Cette conférence heurte l’opinion française, les parlementaires et le président de la République. Le Président du Conseil Aristide Briand démissionne le 12 janvier pour laisser la place à Raymond Poincaré, partisan d’une politique intransigeante vis-à-vis des réparations. La conférence est ajournée[1]. L’Allemagne, qui n’est pas en mesure d’honorer les échéances du 15 janvier et du 15 février, réclame un moratoire. Le gouvernement Poincaré accepte alors, en mars, une réduction provisoire des annuités allemandes[2].
- 12 janvier : démission du Président du Conseil Aristide Briand[3].

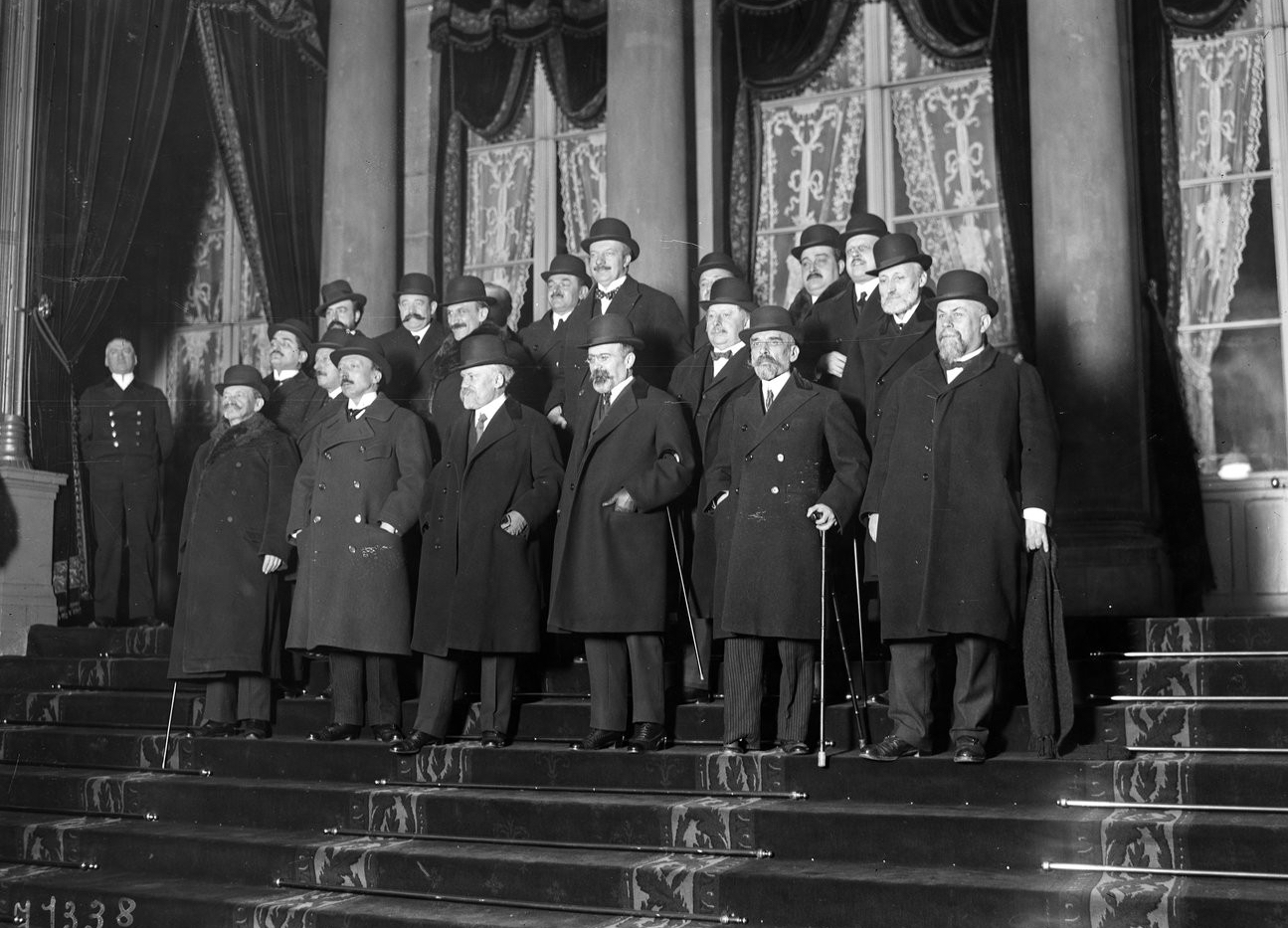
Le ministère Poincaré.

- 15 janvier : Raymond Poincaré, partisan d’une politique intransigeante vis-à-vis de l’Allemagne, nommé Président du Conseil, forme un deuxième ministère[3].

- 6 février : inauguration officielle de Radio Tour Eiffel ; elle retransmet le premier bulletin météorologique sur les ondes de la TSF[4].
- 6 février : traité de Washington sur les armements navals[5].
- 14 février : décret réglementant l’enseignement privé dans les territoires français d’outre mer. L’enseignement en français devient obligatoire en AOF et en AEF, dès le début de la scolarisation[6].
- 25 février : exécution de Henri Désiré Landru[7].
- 28 février : le parfumeur milliardaire François Coty devient le principal actionnaire du journal Le Figaro[8].

- 1er mars : pose de la première pierre de la grande mosquée de Paris, inaugurée le 15 juillet 1926[9].
- 28 mars : confédération générale de l'artisanat français[10].
- 1er-3 avril : congrès national de l'habitation à bon marché et de la petite propriété à Paris[11].

- 7 avril : première collision aérienne du monde entre deux avions de ligne, entre un Havilland DH 18 de la compagnie britannique Daimler et un Farman F.60, entre les villages de Thieuloy-Saint-Antoine et Grandvillers-aux-Bois en Picardie[12].

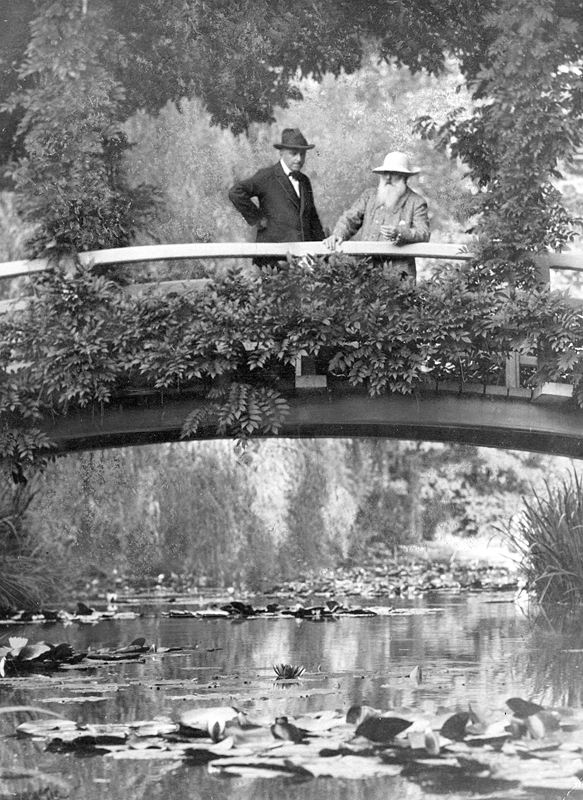
Claude Monet dans son jardin à Giverny. New York Times, 1922.

- 12 avril : Monet fait don de dix-neuf Nymphéas aux musées de France[13].

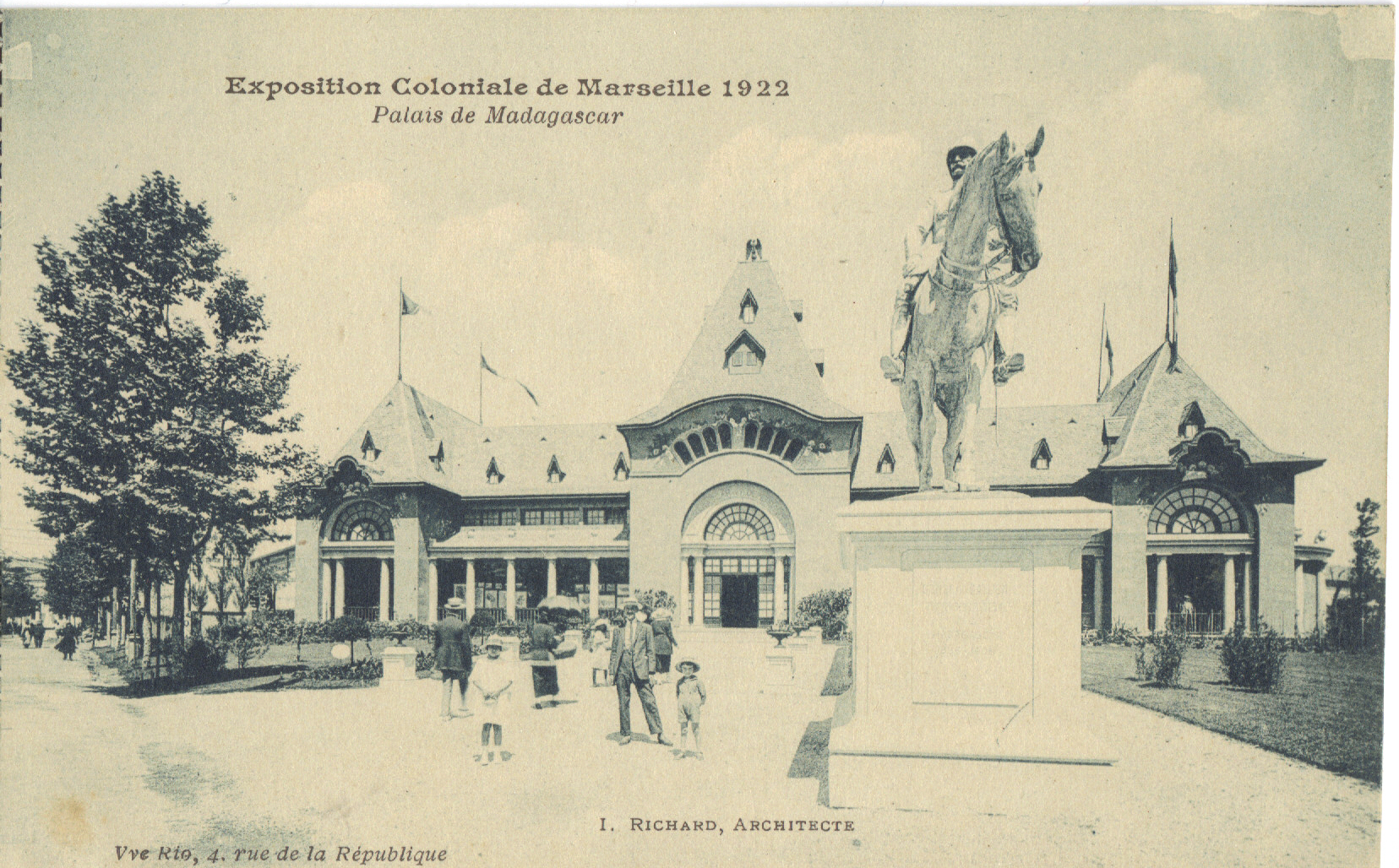
Exposition coloniale de Marseille. Palais de Madagascar.

- 16 avril : inauguration de l’Exposition coloniale de Marseille[14].
- 30 avril : pose de la première pierre de l'Église Notre-Dame du Raincy, monument emblématique de l'architecture moderne, construite par les frères Gustave et Auguste Perret[15].
- 15 mai : présentation de la Torpédo Citroën 5 CV[16].
- 26 juin-1er juillet : premier congrès de la Confédération générale du travail unitaire à Saint-Étienne[17].
- 1er août : accident ferroviaire de Villecomtal dans le Gers. Trente-trois pèlerins venant de Moulins se rendant à Lourdes sont tués[18].
- 10 août : Loi Marin instaurant un contrôle parlementaire des dépenses engagées de l'Etat avec la création du poste d'inspecteur des finances.
- 20 août : premiers jeux Olympiques féminins organisés par Alice Milliat au stade Pershing, à Paris[19].

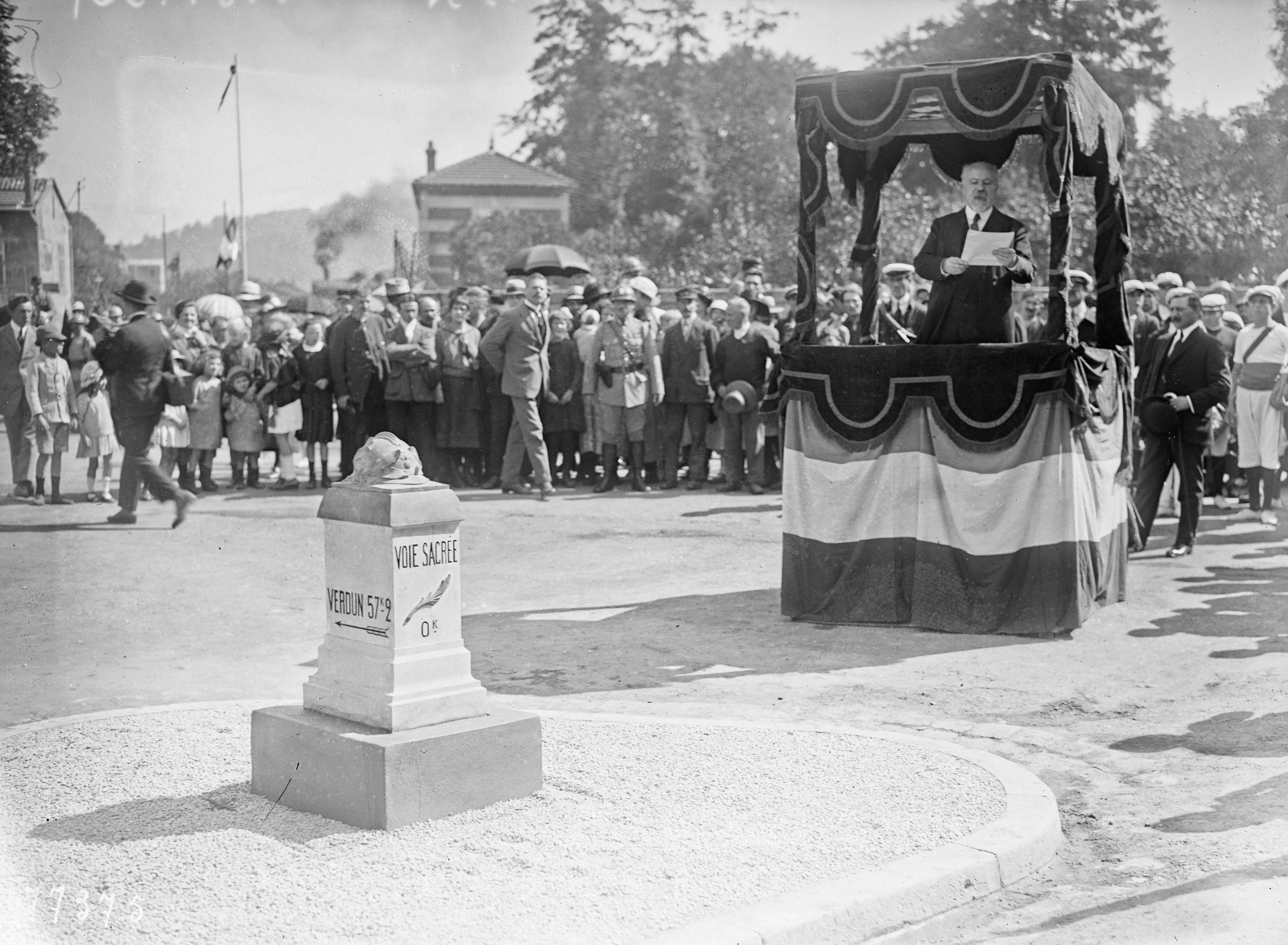
Inauguration de la Voie sacrée, discours de M. Poincaré à Bar-le-Duc.

- 21 août : inauguration de la première des bornes kilométriques de la Voie sacrée par le président de la République Raymond Poincaré[20].
- 24 septembre : convention relative à l'exécution des travaux d'aménagement du barrage hydroélectrique d'Éguzon[21].

- 15 - 19 octobre : IIe congrès du Parti communiste français[22].
- 6 novembre : lancement des programmes de la première station radio privée, Radiola, par Émile Girardeau. Marcel Laporte, animateur baptisé Radiolo[23].
- 28 novembre : arrivée à Marseille de quatre cents réfugiés arméniens à bord du Tourville[24]. Début d'une migration massive des rescapés du génocide arménien[14].

- 5 décembre : le terrain autour de Vimy ridge est donné au Canada par la France en reconnaissance des sacrifices faits durant la première guerre mondiale[25].
- 17 décembre : une caravane de cinq voitures équipée par André Citroën quitte Touggourt (Algérie) pour la première traversée du Sahara en automobile. Elle arrive à Tombouctou le 7 janvier 1923[26].

## Décès en 1922
- 18 novembre : Marcel Proust, écrivain français.